# Blastesthia mughiana
Blastesthia mughiana är en fjärilsart som beskrevs av Philipp Christoph Zeller 1868. Blastesthia mughiana ingår i släktet Blastesthia och familjen vecklare. Inga underarter finns listade i Catalogue of Life.